# 阿布雷罗
阿布雷罗是葡萄牙布拉干萨区的一个堂区。总面积24.2平方公里，总人口311人，人口密度12.9人/平方公里。